# Tewara cranwellae
Tewara cranwellae és una espècie de peix de la família dels creèdids i l'única del gènere Tewara.

## Etimologia
Tewara fa referència a l'illa Tewara a Papua Nova Guinea.

## Descripció
Fa 7 cm de llargària màxima.

## Alimentació
El seu nivell tròfic és de 3,23.

## Hàbitat i distribució geogràfica
És un peix marí, demersal (entre 0 i 5 m de fondària) i de clima temperat, el qual viu al Pacífic sud-occidental: és un endemisme de Nova Zelanda.

## Observacions
És inofensiu per als humans i el seu índex de vulnerabilitat és baix (10 de 100).